# Sowchoznyj (rejon liwieński)
Sowchoznyj (ros. Совхозный) – osiedle w Rosji, w obwodzie orłowskim, w rejonie liwieńskim. W 2010 liczyło 829 mieszkańców.